# Imperio tangut
El Imperio tangut, también conocido por el nombre chino de Imperio Xia Occidental o Imperio de Xi Xia (en tangut, , lit. «blanco, alto, y gran imperio de Xia»; en chino tradicional y simplificado, 西夏; pinyin, Xī Xià; Wade-Giles, Hsi1 Hsia4) fue un estado que existió entre los años 982 y 1227 en el noroeste del territorio actual de la República Popular China.
Situado en parte del territorio ocupado en la actualidad por las provincias de Gansu y Shaanxi y por la Región Autómoma Hui de Ningxia, el estado fue fundado por los tangut, un pueblo nómada originado en los altiplanos del oeste de Sichuan, que descendía de los Tuoba o Tabgach, el pueblo que había fundado la dinastía china de los Wei del Norte. Los tangut tenían su propia lengua, el tangut, caracterizado por un complejísimo sistema de escritura compuesto por miles de caracteres, la inmensa mayoría de los cuales no ha podido ser descifrada.

## Relación con los estados chinos
A pesar de mantener una identidad cultural y lingüística propia, el Imperio tangut mantuvo una relación muy estrecha con el mundo chino. Además de la clase dirigente tangut, gran parte de la población consistía en chinos han, así como tibetanos y uigures. La ubicación del estado tangut en plena Ruta de la Seda le daba un papel importante en el comercio exterior de los estados chinos orientales, tanto con las dinastías fundadas en el nordeste de China por los también pueblos nómadas kitán y yurchen (dinastías Liao y Jin), así como con la dinastía Song del sur, residuo de la dinastía Song que mantenía el poder al sur del río Huai He.

## Historia

### Fundación
La fundación de un estado por los tangut se remonta al año 982, pero sería en 1038 cuando el gobernante tangut Lǐ Yuánhào (李元昊) se nombró a sí mismo emperador, y exigió del emperador Song el reconocimiento como igual. La corte Song aceptaba reconocer a Li Yuanhao como 'gobernante', pero no como 'emperador', título que consideraba exclusivo del emperador Song. Tras intensos contactos diplomáticos, en 1043 el estado Tangut aceptaría reconocer al emperador Song como emperador a cambio de un tributo anual, lo cual suponía un reconocimiento tácito por parte de los Song del poderío militar y económico de los tangut.

### Declive y caída
Apenas un año después de alcanzar este acuerdo con los Song, el poder de los tangut se vería debilitado por la invasión de los kitán. El Imperio tangut sobreviviría de forma precaria hasta ser finalmente conquistado por los mongoles en 1227 que cambiaron el nombre del país por el de Ningxia. Los mongoles conquistarían también los imperios Jin y Song del Sur, unificando China y Mongolia bajo la nueva dinastía Yuan.

## Gobernantes del Imperio Xia Occidental
| Nombre         | Nombre Póstumo     | Nombre Personal     | Tiempo Reinado |
| -------------- | ------------------ | ------------------- | -------------- |
| Jǐngzōng 景宗  | Wǔlièdì 武烈帝     | Lǐ Yuánhào 李元昊   | 1038-1048      |
| Yìzōng 毅宗    | Zhāoyīngdì 昭英帝  | Lǐ Liàngzuò 李諒祚  | 1048-1067      |
| Huìzōng 惠宗   | Kāngjìngdì 康靖帝  | Lǐ Bǐngcháng 李秉常 | 1067-1086      |
| Chóngzōng 崇宗 | Shèngwéndì 聖文帝  | Lǐ Qiánshùn 李乾順  | 1086-1139      |
| Rénzōng 仁宗   | Shèngzhēndì 聖禎帝 | Lǐ Rénxiào 李仁孝   | 1139-1193      |
| Huánzōng 桓宗  | Zhāojiǎndì 昭簡帝  | Lǐ Chúnyòu 李純佑   | 1193-1206      |
| Xiāngzōng 襄宗 | Jìngmùdì 敬穆帝    | Lǐ Ānquán 李安全    | 1206-1211      |
| Shénzōng 神宗  | Yīngwéndì 英文帝   | Lǐ Zūnxū 李遵頊     | 1211--1223     |
| Xiànzōng 獻宗  | no conocido        | Lǐ Déwàng 李德旺    | 1223--1226     |
| Mòdi 末主      | no conocido        | Lǐ Xiàn 李晛        | 1226-1227      |

## Arte budista del Imperio tangut

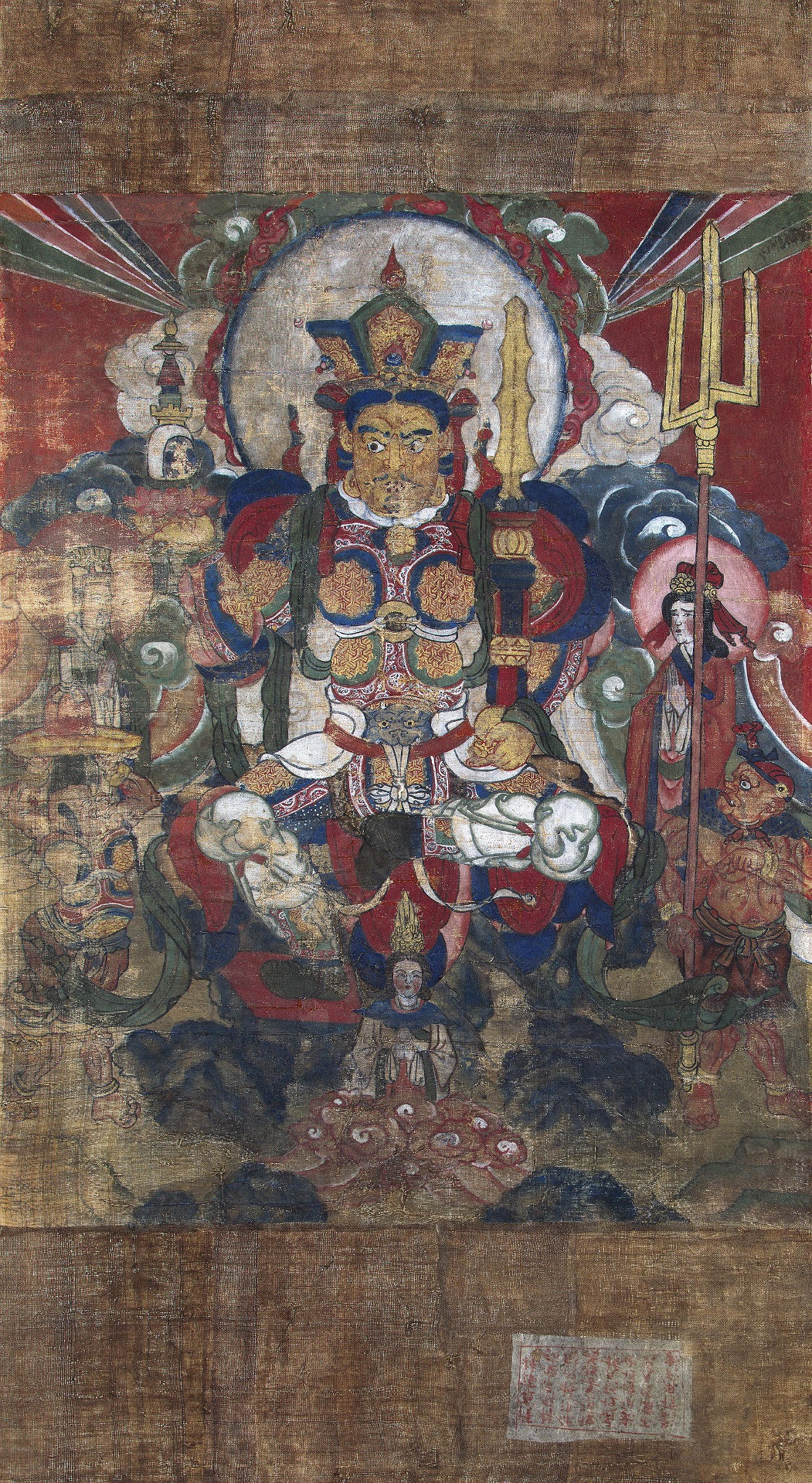
Vaiśravaṇa dorado
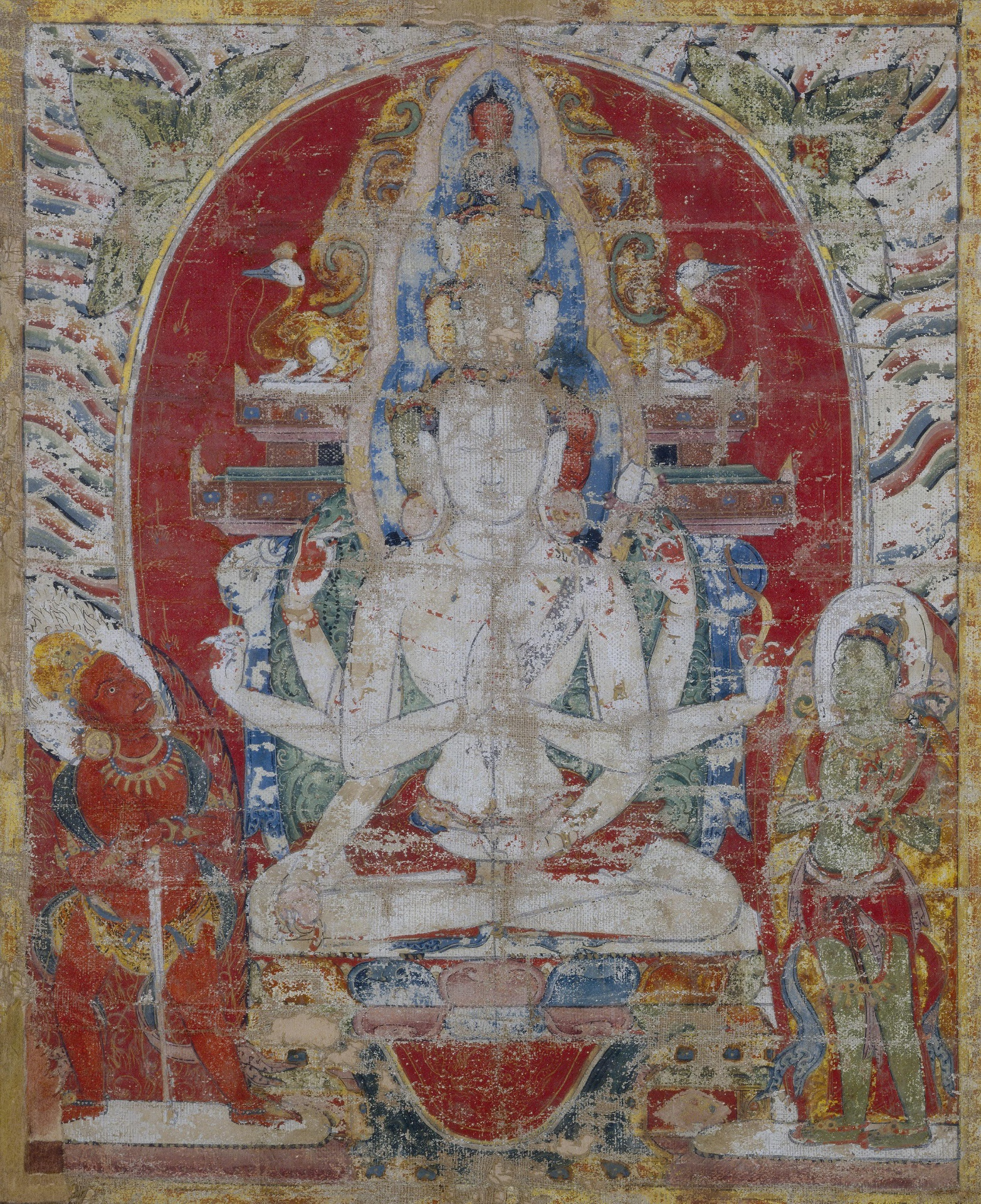
Avalokiteshvara de once caras
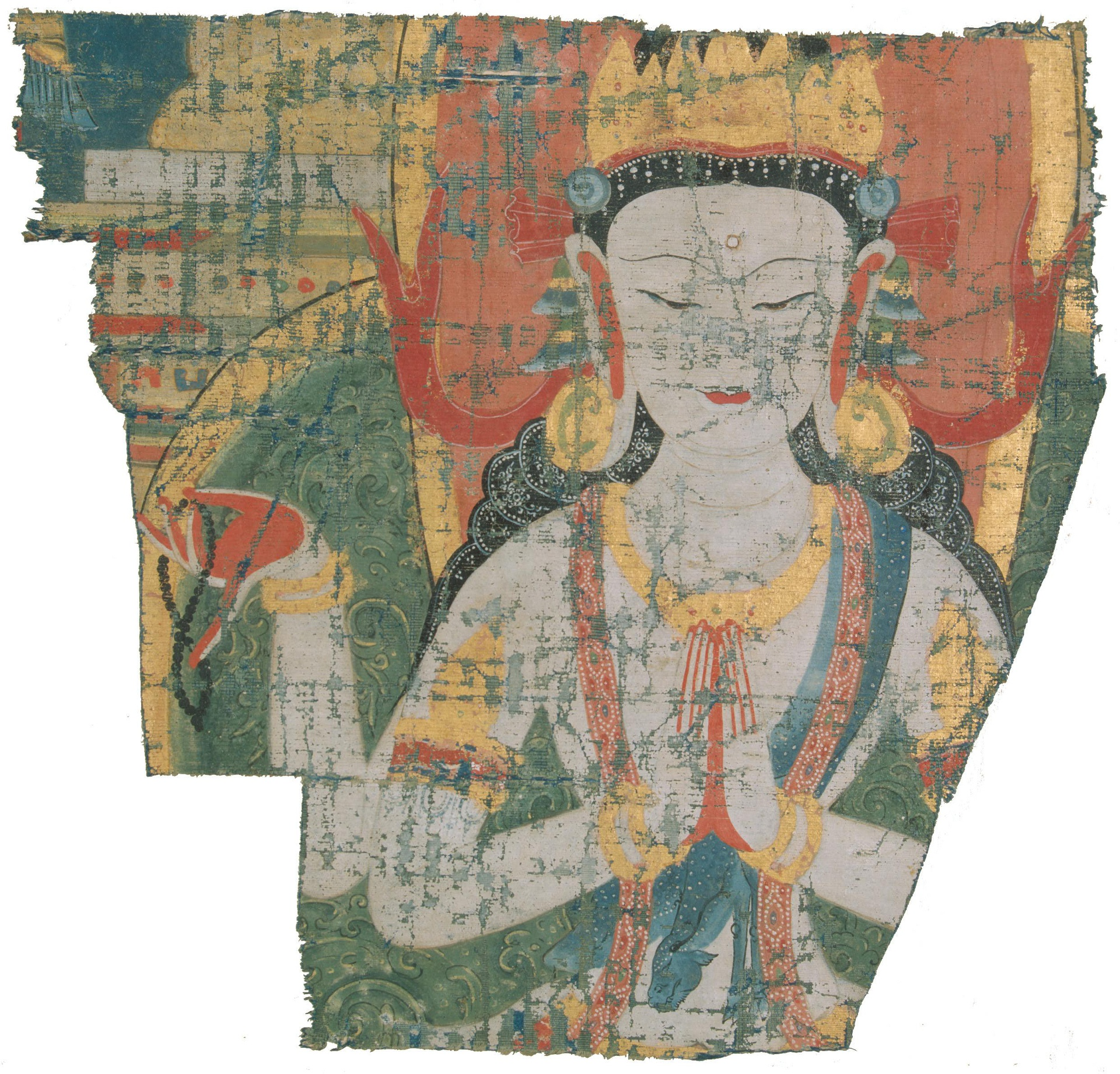
Avalokiteshvara, fragmento
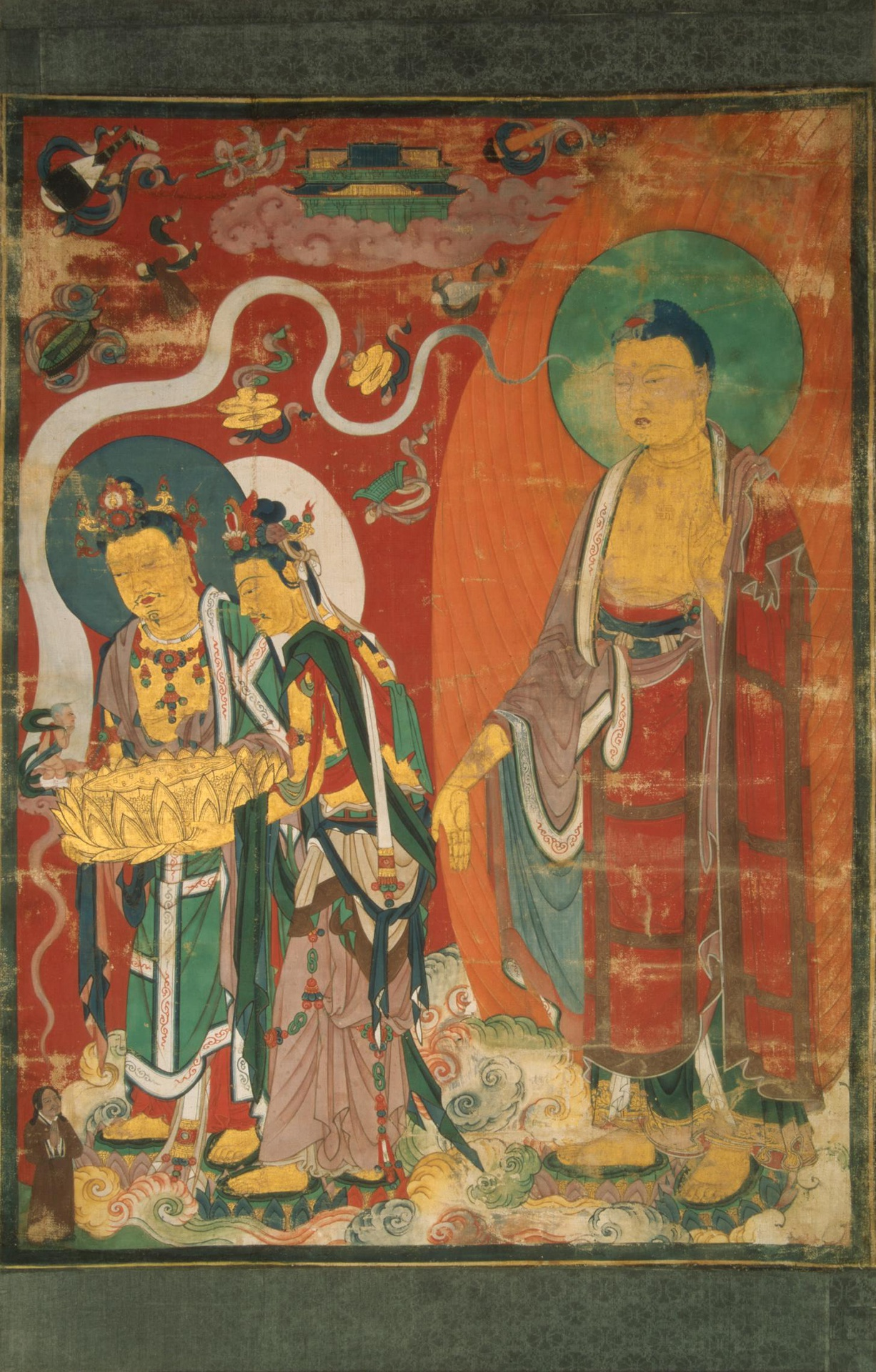
Saludo al hombre justo en el camino a la tierra pura
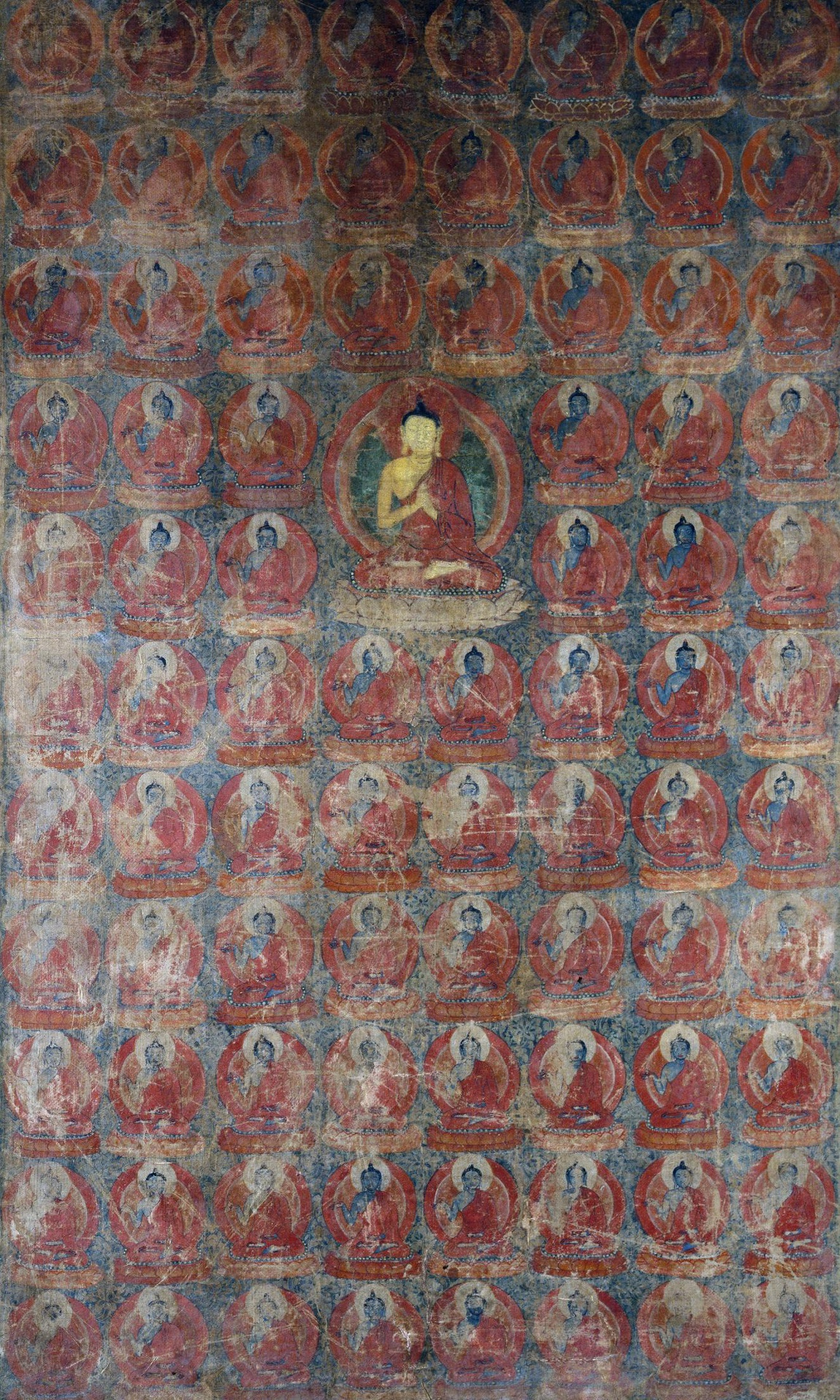
El Buda y 84 budas
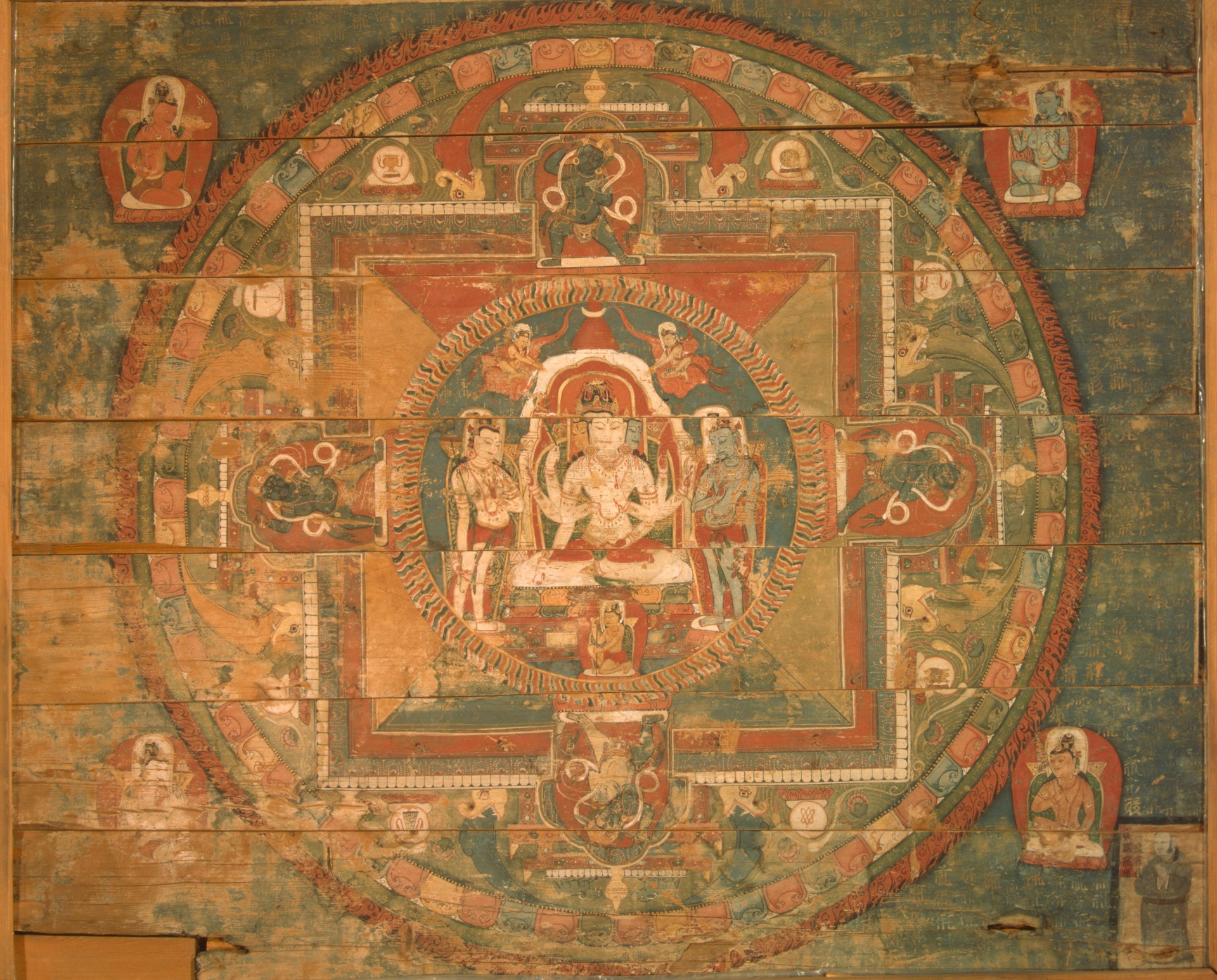
Mandala de Usnisavijaya
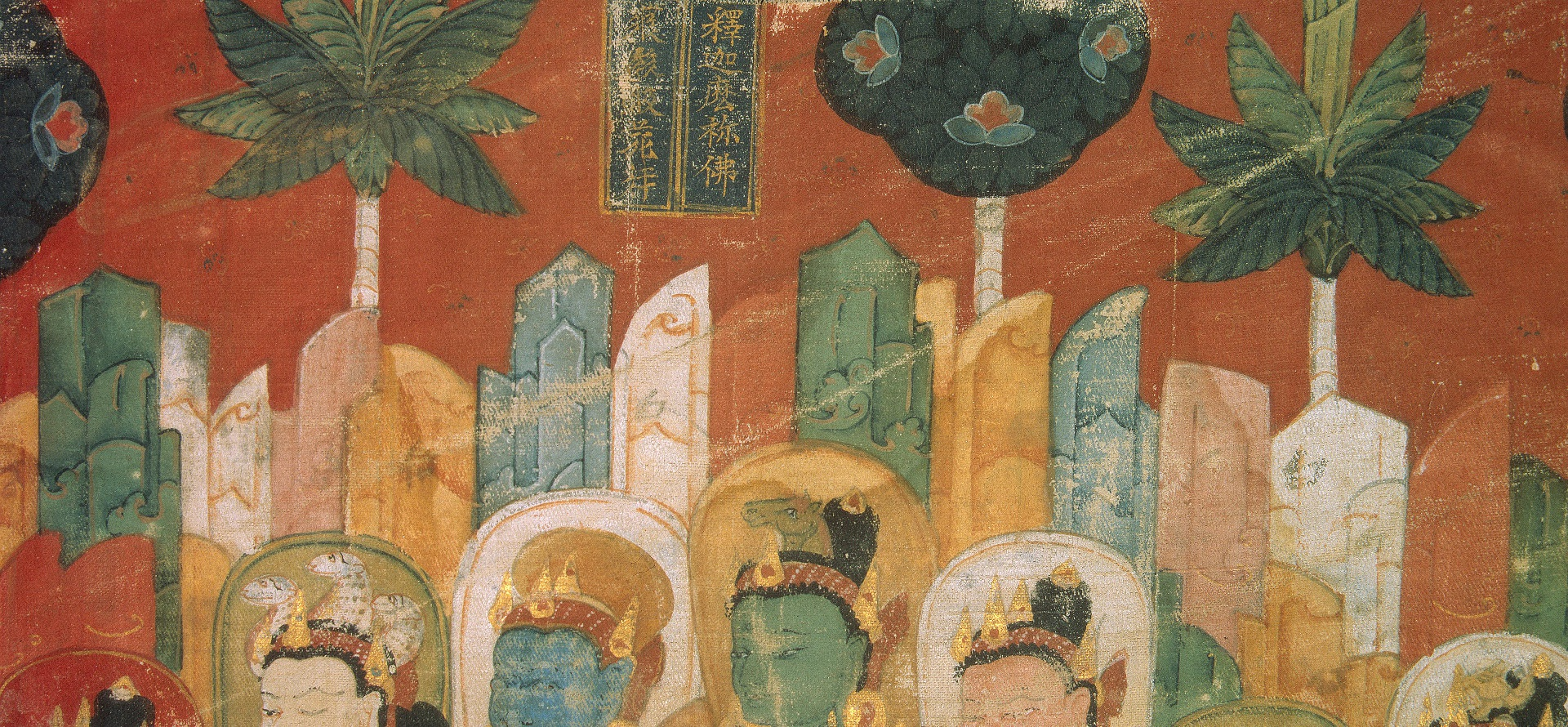
Ilustración del Sutra de la Luz Dorada
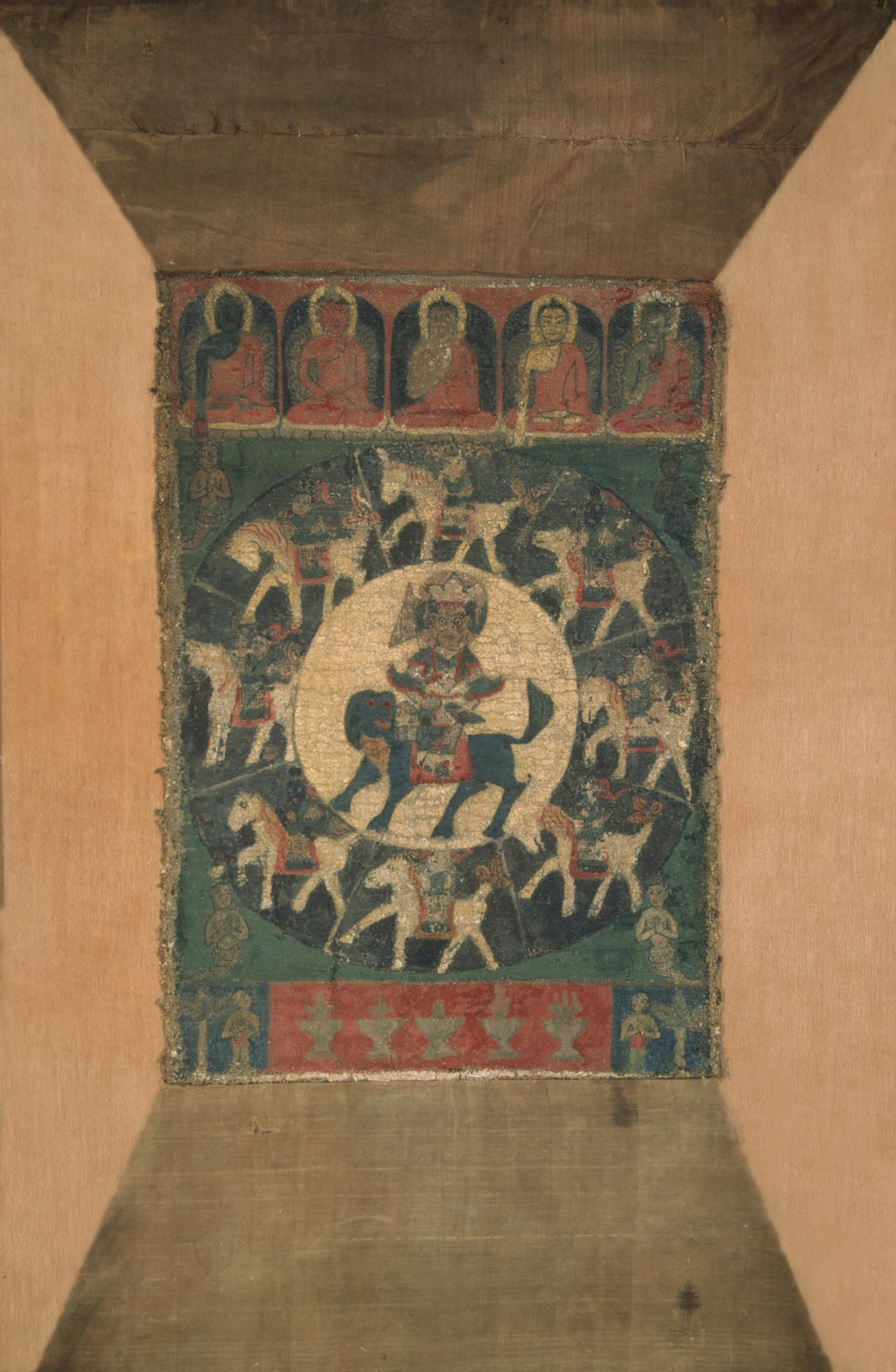
Mandala de Vaiśravaṇa